# Paducah (Texas)
Paducah é uma cidade  localizada no estado norte-americano de Texas, no Condado de Cottle.

## Demografia
Segundo o censo norte-americano de 2000, a sua população era de 1498 habitantes.
Em 2006, foi estimada uma população de 1309, um decréscimo de 189 (-12.6%).

## Geografia
De acordo com o United States Census Bureau tem uma área de
3,9 km², dos quais 3,9 km² cobertos por terra e 0,0 km² cobertos por água. Paducah localiza-se a aproximadamente 567 m acima do nível do mar.

## Localidades na vizinhança
O diagrama seguinte representa as localidades num raio de 56 km ao redor de Paducah.